# Love Shoulda Brought You Home
A Love Shoulda Brought You Home Toni Braxton amerikai énekesnő első, Toni Braxton című albumának első kislemeze. A dal szerepelt a Boomerang című film filmzenealbumán is egy másik Braxton-dallal, a Give U My Hearttal együtt. Mindkét dalt eredetileg Anita Bakernek szánták, ő azonban terhessége miatt lemondta a szereplést.
A dal Top 40 sláger lett az amerikai Billboard Hot 100 slágerlistán, és ez lett Braxton második Top 5 dala a Billboard Hot R&B/Hip-Hop Singles & Tracks listán.

## Változatok
CD maxi kislemez (USA)
1. Love Shoulda Brought You Home (Radio Edit) – 4:16
2. Love Shoulda Brought You Home (Album Version) – 4:57
3. Love Shoulda Brought You Home (Slow Sensual Mix) – 3:33

CD maxi kislemez, 12" kislemez (Egyesült Királyság)
1. Love Shoulda Brought You Home (Radio Edit) – 4:16
2. How Many Ways (R. Kelly Radio Edit) – 4:02
3. How Many Ways (Radio Edit Album Version) – 4:20
4. The Christmas Song – 3:25

## Helyezések
| Slágerlista (1992)                             | Legmagasabb helyezés |
| ---------------------------------------------- | -------------------- |
| USA Billboard Hot 100                          | 33                   |
| USA Billboard Hot R&B/Hip-Hop Singles & Tracks | 4                    |
| Slágerlista (1994)                             | Legmagasabb helyezés |
| Brit kislemezlista                             | 33                   |